# Campo (San Giuliano Terme)
Campo (già San Giusto in Campo) è una frazione del comune italiano di San Giuliano Terme, nella provincia di Pisa, in Toscana.

## Geografia fisica
Campo è situato nel Valdarno e si sviluppa all'interno di una piana nel punto in cui l'Arno forma un'ansa a gomito. Il borgo si forma sulle sponde di due laghetti posti nelle vicinanze delle rive del fiume, che segna anche il confine con il territorio comunale di Cascina. La frazione è servita da un proprio cimitero e dista circa 8 km sia dal capoluogo comunale sia da Pisa.

## Storia
La località risale al periodo alto-medievale e la si trova menzionata a partire dall'VIII secolo con il toponimo di San Giusto ad Campora. In un documento del 780 era ricordata la presenza di una chiesa, di padronato dei fondatori dell'abbazia di San Savino. In epoca medievale, alla parrocchia di San Giusto era annessa quella di San Bartolomeo. Nel 1833 la frazione contava 877 abitanti.

## Monumenti e luoghi d'interesse

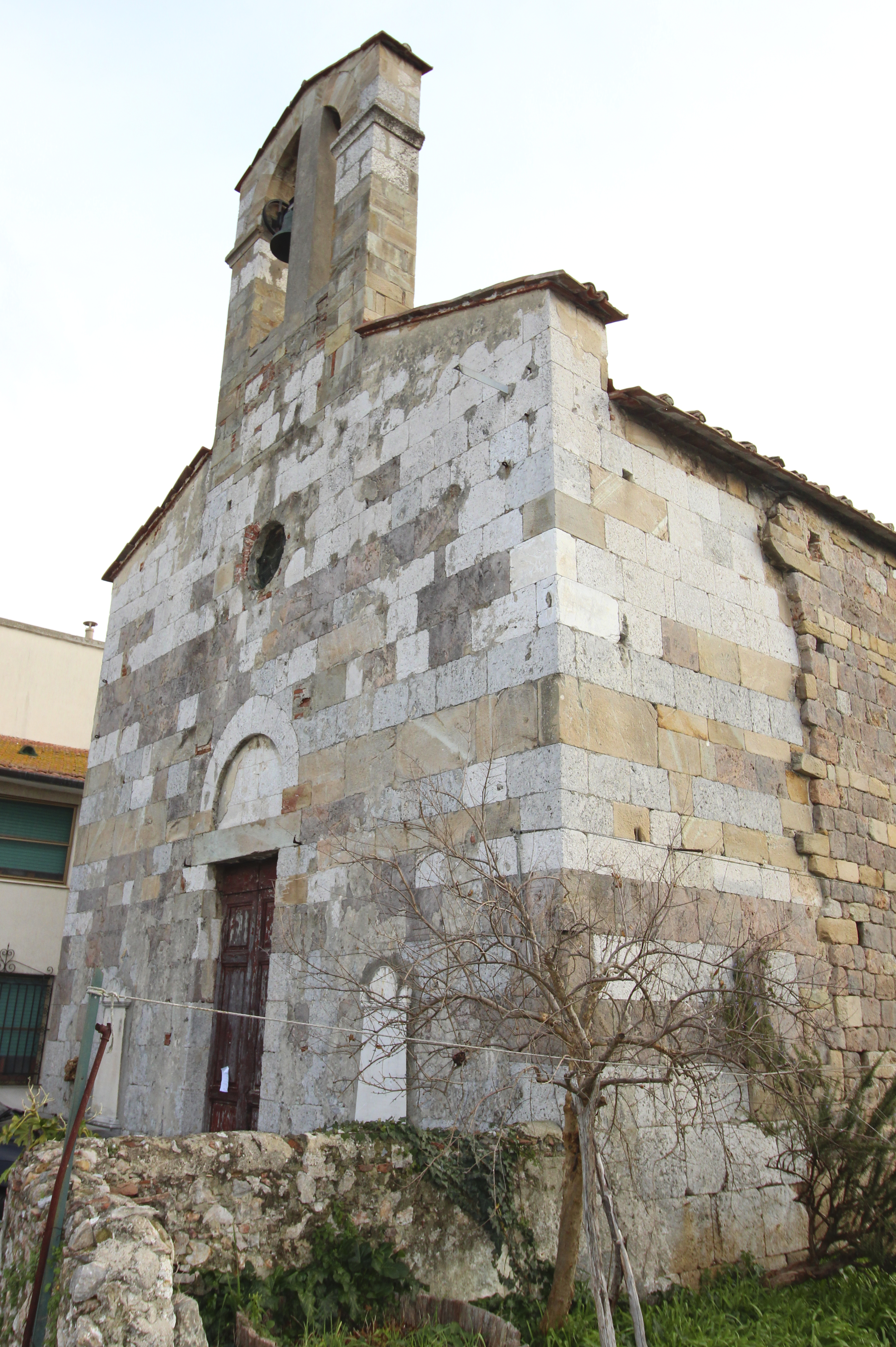
La chiesa di San Bartolomeo

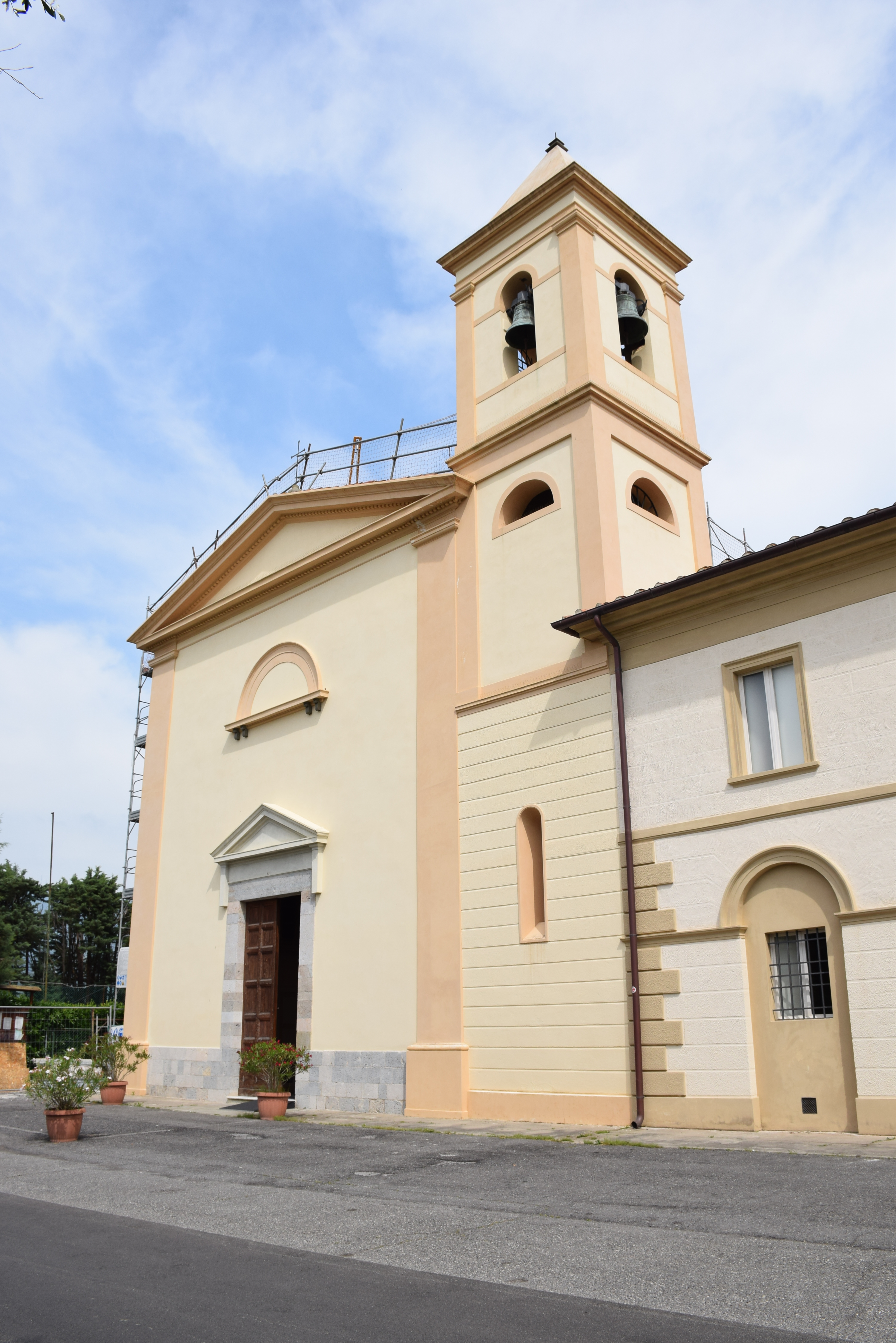
La chiesa di San Giusto

- Chiesa di San Giusto, chiesa parrocchiale della frazione, è attestata all'anno 780.[3][5] Appartenne al piviere di Caprona e fu completamente ricostruita nel 1179.[5] Nei secoli la chiesa crebbe d'importanza, tanto da arrivare ad assumere le funzioni plebane della pieve di Santa Giulia.[5] L'aspetto attuale dell'edificio è frutto di una completa ristrutturazione avvenuta nel 1823.[5]

- Oratorio di San Bartolomeo, antica chiesetta medievale dell'omonima contrada,[3] è oggi compresa nella parrocchia di San Giusto.[6]

## Società
Associazioni di volontariato
La Pubblica Assistenza Società Riunite in Pisa è presente con una Sezione della sua Associazione, fornendo numerosi servizi alla cittadinanza.